# 獣旋バトル モンスーノ
『獣旋バトル モンスーノ』（じゅうせんバトル モンスーノ、英語: Monsuno）は、バンダイから発売の玩具、および2012年10月3日から2013年9月25日までテレビ東京系列で放送されたテレビアニメ。

## 概要
電通の海外グループ企業・電通エンタテインメントUSAと米国の玩具企業であるジャックス・パシフィック（JAKKS Pacific）および米の番組会社大手・フリーマントルメディア（FremantleMedia Enterprises ：英略称・FMD）が中核となって設立した製作組織・パシフィック・アニメーション・パートナーズ（Pacific Animation Partners LLC）が制作するテレビアニメシリーズ『モンスーノ：Monsuno』を、日本国内用にローカライズした作品（以後特記無き場合は、このローカライズされた作品『獣旋バトル モンスーノ』に関しての記述とする）。
このシリーズは、ニコロデオン(TVチャンネル)とテレビ東京の共同制作。
日本ではバンダイが事業パートナーとして国内での商品化権契約を得ている。

## 遊び方
モンスーノをコアにセットし、端を弾いてスピン（回転）させる。コア同士がぶつかり合う（ブレイク・オン）ことで内部のモンスーノを召喚（スピン・アウト）させる。召喚されるとモンスーノIDの効果とパワーでポイントが決まり、3ターン後にダメージの少ないほうが勝利する。
海外での遊び方は、トレーディングカードゲームと連動させてプレイする。

### セット内容
- モンスーノ

コア内部にセットするミニフィギュア。
- モンスーノコア

円柱状のコアパーツ。モンスーノを内部にセットする。
- モンスーノID

ゲームに使用する付属カード。

### スピン・テク
スピンさせる色々なテクニックが存在する。
- ロングスピン

3秒以上の長い間スピンさせる。
- コネクトスピン

複数のコアを連続でスピンさせる。
- ターゲットスピン

スピンさせ遠くのターゲットに当てる。
- スカイスピン

空中から落とすようにスピンさせる。
- ダブルスピン

2つのコアを同時にスピンさせる。
- スピン・アウト

コアをぶつけモンスーノを召喚（スピン・アウト）させる。
- ブレイクスピン

複数のコアをスピンで倒す。

### 商品ラインナップ
コアテック
- モンスーノロック
- モンスーノクイックフォース
- モンスーノチャージャー
- モンスーノグローブレイド
- モンスーノイーボ
- モンスーノエアスイッチ
- モンスーノアックスブレイド
- モンスーノホイッパー
- モンスーノバリオン
- モンスーノブーストサーベル
- モンスーノギアグリップ（ブルー）
- モンスーノギアボックス（ブルー）
- Longfang（日本未発売）
- Airswitch（日本未発売）
- Elemental Rock（日本未発売）

ストーム
- モンスーノクロスボルト
- モンスーノソニックバード
- モンスーノスカイサイト
- モンスーノピーポネード
- モンスーノキングブレイド
- モンスーノゴールドホーン
- モンスーノギアグリップ（ブラック）
- モンスーノギアボックス（ブラック）
- Riccoshot（日本未発売）
- Hydro（日本未発売）

エクリプス
- モンスーノウルフェンバット
- モンスーノハンタークロー
- モンスーノマグマダイル
- モンスーノウイングバイパー
- モンスーノデルタハウンド
- モンスーノヘルブレイカー
- モンスーノナイトスパイク
- モンスーノメテオストライカー
- Moonfire（日本未発売）
- Spikelash（日本未発売）
- Shadowhornet（日本未発売）

フォージ
- モンスーノX-100

セット
- モンスーノDXバトルセット
- モンスーノバトルスタジアム
- モンスーノロック & モンスーノヘビーパンツァー
- モンスーノクイックフォース & モンスーノスパイクワーm
- モンスーノトライバルカン & モンスーノデマイズ
- モンスーノキングブレイd & モンスーノシャドーホーネット
- モンスーノナイトジャッカル & モンスーノギリーノイド
- モンスーノトライバルカン & モンスーノデマイズ

日本未発売アイテム
- Wild Core（ワイルドコア）
- Metal Die-cast Cores（メタルダイキャストコア）
- Strike Launcher（ストライクランチャー）
- Strake Glove（ストライクグローブ）
- Strike Sector Combat Set
- Auto Strike Multi Launcher（オートストライクマルチランチャー）
- Launch Zone Combat Arena
- トレーディングカード

## テレビアニメ
アメリカ合衆国ではニコロデオンテレビの姉妹チャンネルである ニックトゥーンズで2012年2月23日から11月まで第1シーズン（Monsuno: World Master）が放送。また、日本ではテレビ東京系列にて2012年10月3日から2013年9月25日まで放送された。52話制作。第2シーズン（Monsuno: Combat Chaos）より日本先行放送。北米では2014年より第3シーズンが放送（日本放送は未定）。
監督には、合作アニメや海外作品の制作現場に携わってきた奥村よしあきが起用され、『ベン10』や『ジェネレーター・レックス』などのクリエイター集団「マン・オブ・アクション」（Man Of Action）が制作に参加している。
日本では第30話より月1回にエンディング枠でミニコーナー「モンスーノ・ザ・バトル」が開始。キャプテン・スピンとDr.コアのデモンプレイと安田大サーカスによるコントが行われる。第2回は第35話、第3回は第39話、第4回は第44話、第5回は第48話、第6回は第50話に放送された。

### ストーリー
行方不明の父親・ジェレディ博士を探して仲間と旅を続ける少年・チェイス。
旅のさなか、父が開発した巨大モンスターを現出させる装置・コアを偶然手に入れたことから、様々な組織に狙われることになってしまう。
しかし、チェイスは持ち前の勇気と諦めない心を原動力に、これら組織と立ち向かうチームコアテックを結成。様々なコアモンスター・モンスーノを頼れる相棒として戦っていく。

### 登場人物

#### コアテック / Core-Tech
チェイスと仲間たちのチーム。イメージカラーはブルー。戦いの中で、モンスーノとの共存の道を模索する。五部族の谷で5人とも五部族の末裔だと判明する。「モンファイブ」、「破壊チーム」、「クラッシャークルー」というチーム名を考案したこともあった。
チェイス・スーノ / Chase Suno
声 - KENN / 英語版 - キャム・クラーク
本作の主人公。コアテックのリーダー。勇敢で理性的な性格だが、後先考えない面もあり、仲間達からは変わり者呼ばわりされてもいる。初期には父ジェレディに執着するあまり危険な目に遭う場面もあった。
相棒のモンスーノ・ロックと出会ったことから、この世界を揺るがす戦いに身を投じることとなる。
ブレン / Bren
声 - 鈴木千尋 / 英語版 - クリストファー・スミス
チェイスにとって無二の親友。コアテックでは頭の良さを生かしコンピュータ操作などを担当。気が弱い割にお調子者で、いつも口が減らない。気に入らないことがあると機嫌を損ねやすい気難しい一面もあり、その所為で途中で加わったノアや皮肉屋のアッシュとは初めはなかなか馴染めなかった。
日本語版では「シオシオのウヘー」、「カチカチのドカーン」といった特徴的な口癖を持つ。
第2シーズンの序盤で相棒のクイックフォースを失い自暴自棄になるがノアの説得により立ち直った。
ビッキー / Jinja
声 - 田野アサミ / 英語版 - カレン・ストラスマン
本作のヒロイン。コアテックの紅一点で、ブレンの幼馴染。格闘技を習っている。剛よく柔を断つタイプのお転婆娘で、チーム内ではついつい過激な行動に出ることが多い。実は裕福な家庭に生まれついたお嬢様でもあり、博学な所も見せるが、ホットドッグなどの庶民感覚にはついて行けなくもある。
英語版ではジンジャと言う名前で、日本語版にてビッキーに変更されているが、公式サイトのストーリー紹介などでは一部ジンジャのままで表記されているものがある。
ノア / Beyal
声 - 國立幸 / 英語版 - カーク・ソーントン
旅の途中でコアテックに加わった若き僧侶である、銀髪の少年。モンスーノのことに詳しい。その反面、子供の頃から修行と教えに励んでいたせいで、一般的な世間の知識には疎いところがある。時々予知（ビジョン）をする。
チェイスがロックと心を通わすにつれビジョンを見るようになると、対照的にビジョンを見ることができなくなっていくが、北にある終息の洞窟に行くことでビジョンを回復させる。マスターエイの死亡後は5部族の預言書を託されている。
仲間に加わった当初は堅苦しい印象をチームメンバーから持たれていたが次第にユニークに富んだ言い回しを見せるようになる。
アッシュ / Dax
声 - 下崎紘史、國立幸（幼少） / 英語版 - キース・シルバースタイン
コアテックの最年長者である男子。性格は少し嫌味な所があり、リアリスト気質から、チェイスたちと意見が衝突することもある。また、しばしば他のメンバーには内緒の秘密行動を取る。ローランズで初めてチェイス達と出会う。ジェレディと接触しその後チェイス達と行動を共にする。シラを切っているもののジェレディに雇われて装置を世界各地に仕掛けているが、それが何の目的であるのかは知らされていなかった。
幼い頃、謎の襲撃により両親（母 声 - 金田アキ）を殺されているが、それはクリプスによってある発掘のために町全てを皆殺しにしたせいだということを本人から告げられ、以降復讐を誓う。
英語版ではオーストラリア訛りがある。

#### S.T.O.R.M.
読みは「ストーム」。コアを狙う軍事組織。イメージカラーは黄色。民間居住区の緊急事態などでは避難活動も行うが、シャルルマーニュが思う目的のためなら民間人の切り捨てもいとわない。
シャルルマーニュ / Charlemagne
声 - 金田アキ / 英語版 - カレン・ストラスマン
S.T.O.R.M.司令官をつとめる金髪の女性。コアとモンスーノの力を全て手にし、世界征服の野望を抱く。「（チェイスが）味方にならないなら我々の敵だ」と言い放ち、「自分の考えこそ正義である」と決めつけるなど、自己中心的かつ独善的な性格。
世界評議会代表に独断を糾弾され危険な存在とみなされ、指揮権と役職を失い逮捕された。
ジョン・エース / Jon Ace
声 - 松岡大介 / 英語版 - クリストファー・スミス
S.T.O.R.M.兵士である、金髪の男性。立場上シャルルマーニュの命に従い行動しているが、内心では彼女の独善的なやり方に疑問を持っている。チェイスの父、ジェレディとは仲間だった事から息子であるチェイスとも知り合いで、事あるごとにチェイスを気にかけている。
チェイスの捕獲に用済みのような形で利用された事からシャルルマーニュの冷酷さに完全に怒り、コアを捨ててS.T.O.R.M.を離反した。
チェイス達と行動を共にし、エクリプスが支配している研究所へ向かう。モンスーノを危険な存在と見なすようになり、シャドーエフェクトの研究に利用されているモンスーノエナジーを破壊しようとするが、それを止めようとしたノアと揉めた事から誤ってシャドーエフェクトを作動させてしまう。チェイス達を研究所から逃がし、シャドーエフェクトを自らの手で抑えようとした結果、研究所と共に大爆発を起こす。
その後シャドーエフェクトの別の作用（クリプスにも考えられなかったらしい）で、皮肉にも自身がモンスーノエナジーに浸食された怪物、ハザードエースへと変貌してしまう。ハザードエースと化した彼はモンスーノをも凌駕するパワーを持ち、長時間の活動も可能である。クリプスの傀儡にされていたが、ジョンとしての意識は残っているようで、最終的にはジェレディの説得によりクリプスの影響下から抜け出す。ジェレディの下で治療を行っていたが容態は芳しくなく、タヴカガーの儀式で手に入れたタヴカガーのクリスタルで延命させ、後にロックがモンスーノウィルスを制御したことによりモンスーノの毒素を制御する方法が判明し、元の姿であるジョン・エースとして復活した。完全に人間に戻れたわけではなく自らの意志でハザードエースにもなれる。
第2シーズン最終話ではシャルルマーニュに代わり、S.T.O.R.M.の長官へと就任する。
トレイ / Trey
声 - 佐々木義人 / 英語版 - キース・シルバースタイン
S.T.O.R.M.攻撃隊長。シャルルマーニュに心酔する忠実な部下。冷酷な性格でやり方も強引なためにジョンとは折り合いが悪く、彼の助言にはいちいち噛みつき、反抗する。手段こそ選ばないが、S.T.O.R.M.の兵士としての誇りは強い男。
第2シーズンの48話で評議会を守るためにシャルルマーニュの命令に背き議員を独房に入れず、逮捕した。シャルルマーニュを裏切る事は忠臣であった彼にとって断腸の思いだったらしく、彼女を連行させた時は複雑な表情を浮かべていた。その後、ジョンの就任式に出席。

##### ストライクフォース / S.T.O.R.M. Strike Squad
第2シーズンより登場。チームコアテックを殲滅するために結成されたS.T.O.R.M.のエリート精鋭部隊。メンバーがコアテックのひとりひとりの対策しているもののツメが甘い。最終話でトレイと共にジョンの就任式に出席した。
アルファ / Alpha
声 - 矢尾一樹
ストライクフォースのリーダー。チェイス打倒を第一目的としているが、奇襲を嫌い、正々堂々としたバトルを好む生粋のスピンバトラーでもある。自身のモンスーノ、クロスワイヤーとロックの最初の対決では引き分け、チェイスの実力を認めるかのような発言を残した。チェイスとは騎士のような正々堂々とした戦いを望み、タヴカガーの儀式をしようとしたがシャルルマーニュの事前介入もあり敗北してしまう。
キロ、タンゴ、エックスレイ、ブラボー / Kilo, Tango, X-ray, Bravo
声 - 藤沼健人（キロ）、寺崎裕香（タンゴ）、金田アキ（エックスレイ）、井上優（ブラボー）
ストライクフォースのメンバー。好戦的だが落ち着いた性格の黒人キロ、「〜てよ」が口癖の紅一点タンゴ、眼鏡をかけた高飛車なエックスレイ、口調が少し大袈裟なブラボーの4人。
初対決時にはコアテックとのモンスーノバトルで圧勝するがその後は彼らの策にあっさり嵌ったり、アルファとエックスレイがタヴカガーの儀式に出向き留守番を任された際にはブレン達とゲームに興じるなど変わった一面を持つ。

#### エクリプス / Eklipse
コアを狙う地下組織。イメージカラーはレッド。クリプスを筆頭に、モンスーノの力の研究のため、モンスーノの横流しを始めとして裏社会的な活動を行う。
エマニュエル・クリプス博士 / Emmanuel Klipse
声 - 岩崎征実 / 英語版 - キャム・クラーク
エクリプスの設立者（リーダー）。科学者であり、昔はジェレディと共同でコアとモンスーノを研究していた時期もある。その頃からモンスーノの驚異的な力に魅入られ、マッドサイエンティストの道を選択した。現在はエクリプスが生みだすブラックな資金源をバックに、独自にモンスーノの研究を続ける。
モンスーノの支配を目指しており、そのためならば多少の犠牲も厭わない性格。自らの研究の成果であるヒューマンモンスーノハイブリッドの完成間近であったが、コアテックの妨害によって全ての研究成果が全て破壊されてしまう。しかし開発中であったモンスーノエナジーが恐竜の化石と融合することにより、新たな生物を生み出すことになる。
ハーグレイヴ / Hargrave
声 - 内藤玲 / 英語版 - カーク・ソーントン
クリプス個人の執事として、彼が生み出したモンスーノを使って暗躍する男性。クモの足のような2本のマシンアームを背中に装備している。
ヒューリー / Dom Pyro
声 - 下崎紘史 / 英語版 - キース・シルバースタイン
クリプスに雇われているハンター。ジョンいわく「金さえ払えば誘拐でも殺しでも請け負う何でも屋」。オカマ口調で、トラップと声真似が得意で、古代寺院でスタンガンでチェイスたちとコアを狙う。チェイスたちに撃退された後、チェイスらに復讐を誓い彼らを銅像のコレクションにしようとする。また近くにいたネズミを捕まえて傍においている。マスターを気絶させた後、4体のモンスーノを相手に1人で活動限界まで翻弄するなど戦いは狡猾。第2シーズンでは自分のモンスーノをマイプリティベイビーと呼んでいたが、ロックによってキラーザウラーは消滅してしまう。
シックス / Six
声 - 増田俊樹
第2シーズンより登場。クリプスが作り出した「シックス」又は「No.6」と呼ばれるクローン人間。丁寧な口調で話し、クリプスを「お父様」と呼ぶ。クリプスの命令に逆らえない呪縛をかけられているらしく、それが働くと左目が赤く光り紋章が浮かび上がる。クリプスのDNAにチェイスの遺伝子配列を融合させており、外見はクリプスの若い姿で、そのスピンバトラーとしての戦い方はチェイスと息が合うほど似ている。チェイスとは初対面で友達と呼ぶほど打ち解けており、ノアにも二人は意思が繋がっていると言われるほど共感していたが、クリプスに操られチェイスと戦うことになる。
彼以前のクローンの行方は（生死を含め）不明。ただしNo.1からNo.5は失敗作とされており、特にNo.4の時には何か大きな事故を起こしている。

#### ダークスピン / Darkspin
メディーアが率いるバトルチーム。金のためならどんなにあくどい犯罪もする一味。自由活動であるため、仕事を請け負うクライアントは複数存在。
メディーア / Medea
声 - 國立幸 / 英語版 - カレン・ストラスマン
ダークスピンの女リーダー。彼女自身はカネ以上に（彼女自身のためだけの）自由とバトルを愛しているため、束縛されるのを何よりも嫌う。その「自由」を満喫するため、S.T.O.R.M.やエクリプス、ファイブアームズからも仕事を請け負う。チェイスとは仕事でバトルした際に出会ったことがきっかけで、今ではチェイスとのバトルが大のお気に入り。そのため、チェイスとバトル出来る、と言う理由でコアテック絡みの仕事を最優先している模様。チーム内では女王様的な振る舞いをする。
ミュータントの森でコアテックと対峙した際に巨大なミュータント花に飲み込まれたこともあったが、その後も特に何事もなく登場している。
アラン、フォックス、グール / Telegonus, Latinus, Argius
声 - 川原元幸（アラン）、児玉卓也（フォックス）、佐々木義人（グール）
メディーアの部下。マントを羽織った根暗な男アラン、狡賢い金髪の男フォックス、ネイティブ系の男グールの3人。

#### デザートウルフ / Desert Wolves
ジョーカーが率いる謎のチーム。スピンバトラーからコアを奪取し破壊、モンスーノエナジーを粒子として還す活動を行っている。
ジョーカー / One-eye'd Jack
声 - 藤沼建人 / 英語版 - カーク・ソーントン
デザートウルフのリーダー。左腕左脚が義手義足で左目に眼帯をしており、蝙蝠傘を持つ。かつてはS.T.O.R.M.兵士だったが、タリス教授により脳にテレパシーを増幅させるコントロールインプラントを埋め込まれモンスーノの考えがわかるようになり、結果モンスーノに自由を与えると狂信するようになった。そのためなら、人間の世界の終焉すら望むほどである。
一度ロックを自分のものにしたがチェイスとの絆の前にロックの許から離れた。それでも、ロックをあきらめきれず度々チェイスに挑む。モンスーノが地球を破壊する終焉を見せられ感激し、テレビにも生出演して局員を襲わせることで一般にモンスーノの存在を知らしめた。
第2シーズンではモンスーノエナジーの爆発による竜巻を発生させることに成功したがチェイス達に妨害された上、S.T.O.R.M.に逮捕され脱獄はするものの、脳内のインプラントを利用されてシャルルマーニュの操り人形にされてしまう、その頃には戦いに嫌気が差していたのだが操られマスターエイを殺害、更にタリス教授によってインプラントを停止させられたためモンスーノとの交信もできなくなり、その喪失感により心神喪失状態に陥る。第2シーズン最終回ではジオと共にシドのラーメン屋にいた。
ジオ / Brother Pozo
声 - 古川慎
ジョーカーの部下。ハンマーを持ちモンスーノコアを破壊し粒子に帰す。
ベッカ / Mute Woman
声 - 入絵加奈子
ジョーカーの部下。斥候役の無口な女性。ジオが彼女の思うことを代弁する。
実はマスターエイが娘のように育てた女性でありノアの義理の姉。マスターエイの元で修行をしていたがモンスーノサイトを得ることができず、秘密を守るために決して喋らないことを条件に寺院を去りジョーカーに出会った。尚、ベッカが初めて喋った時はジオも驚いており、それまでの意志疎通の手段は不明。
ノアに自分のことを明かすも、マスターエイが死亡した後は心身喪失となったジョーカーと共に立ち去った。

#### フォージ / Forge
第2シーズンより登場。タリス教授率いる謎の組織。イメージカラーはオレンジ。半機械と融合したようなモンスーノを多用する。メンバーは胸に謎の装置を付けている。「世界に永遠の混乱を、究極の破壊を」が信条。当初はジャンクヤードにラボを構えていたが、コアテックとストームの襲撃に加え、パワーウェーブトランスミッターが成果を発揮しなかったことにより自爆させている。その後巨大な蜘蛛のような移動ラボを完成させていたがこれもコアテックによって爆破されている。
シャンドラー・タリス教授 / Tallis
声 - 安崎求
フォージのボス。体がサイボーグ化されている。ジェレディとはストーム時代に同じモンスーノ研究をしていた。シャルルマーニュにはストーム所属当時にこき使われていたようだが、今でも美しいというほど気があるらしく、チームコアテックによるシャルルマーニュのホログラフを使った罠にもあっさり引っかかっている。
5つのワイルドコア爆弾を強奪し町を壊滅させようとしたがチェイスの活躍により失敗している。
ドレッズ / Drezz
声 - 駒田一
フォージの戦闘チームであるパンクモンク / Punk Monksのリーダー。頭にバンダナを巻いている。
最初はチーム・コアテックへの情報提供者として現れたがチェイス達をワイルドコア爆弾設置場所へ誘導し、本性を表す。
タリス教授に忠誠を誓っており、話を聞こうとしないティンカーを注意する場面も。
使用するモンスーノはX-100、トライバルカン。
ティンカー、スロットル、ラチェット
声 - 赤澤涼太（ティンカー）、小林ゆう（スロットル）、星野早（ラチェット）
パンクモンクのメンバー。身体能力の高い男性ティンカー、小柄な褐色の女性スロットル、体格の良い女性ラチェットの3人。

#### ファイブアームズ / The Hand Of Destiny
第2シーズンより登場。モンスーノエナジーの力を使う謎の組織。ジェレディ博士の技術ではない方法で作られたクローンモンスーノを使用する。イメージカラーはグリーン。五部族の後継者を名乗り、チェイスの捕獲を目的とする。緑に輝くサイトの泉にキーパーと呼ばれる者たちを浸すことにより力を引き出している。彼らにとってキーパーは自らを維持するために必要ではあるが無駄な消費を好まない。ペントキュラスを手に入れ不死身の体を手に入れることが目的だった。
ペトロス / Petro
声 - 松山鷹志
謎の組織ファイブアームズのリーダー。チェイスの能力に興味を持っている。モンスーノサイトを持つ人間達からエナジーを集めて不老不死になろうとするが第2シーズン最終回でついに完成したハーモニーウェーブによりサイトの泉が崩壊、「私は神になる」と言い残して消滅した。
ダーシャ、クリストフ、アリステア、テス
声 - 甲斐田ゆき（ダーシャ）、野坂尚也（クリストフ）、矢野正明（アリステア）、星野早（テス）
ファイブアームズの一員。
キーパー
ファイブアームズや泉に力を供給している宇宙服のようなものを身につけているファイブアームズに誘拐された人間達。その中にはチェイスの母であるソフィアもいる。

#### その他
ジェレディ・スーノ博士 / Jeredy Suno
声 - 藤原啓治 / 英語版 - キャム・クラーク
チェイスの父。コア研究の第一人者だったが、ある時から行方不明になった。コアテックのモンスーノモンスターはノアを除き、全て彼が開発したコアから生まれた。なお「モンスーノ」は、彼が自身の苗字を取って命名したものである。失踪後、アジトに隠れ住み密かにアッシュと連絡を取り合っていたが、チェイスと再会し再び別れる。人類を破滅から守るためモンスーノを殲滅させるモンスーノエナジー制御シールド（MEシールド）の装置をアッシュを使って設置していた。MEシールドのスイッチをチェイスに託し判断を委ねた。
第2期では専用列車・ブレッドラボを移動基地にしており、ジョン・エース復活のための研究も行っており、ジョン復活後はブレッドラボを潜水艦にも変形出来るように改造。陸と海を移動範囲とし、チェイス達のバックアップを行う。
ソフィア・スーノ / Mrs. Suno
声  - 澪乃せいら
チェイスの母。チェイスが赤ん坊のころからすでにいなかった。しかし、チェイスはなぜか母親の墓と白いローブをまとった母親の夢（ビジョン）を見るようになり、チェイスの能力が強くなると共に母の姿を度々ビジョンで見ることになる。チェイスは母の肩身のネックレスをつけている。
後にファイブアームズのキーパーの1人にされている事が明かされた。第2シーズン最終回で解放され、チェイス達と再会を果たす。
フューチャー婆さん / Grandma Future
声 - 尾小平志津香
あらゆる情報網に精通していると噂のサングラスをかけた老婆。一見優しげな老婆を演じていたが、実はチェイス達のモンスーノを奪うために騙していた。
ミスター・ブラック / Mr. Black
声 - 須藤翔
歯が黒いのが特徴の、地下都市でモンスーノを戦わせている会員クラブのオーナー。母親のフューチャー婆さんと共謀して、ジェレディの情報を条件にチェイス達にバトル出場を促す。
ライティ、レフティ / Righty, Lefty
声 - 藤沼建人（ライティ）、古川慎（レフティ）
ミスターブラックの用心棒。ジョーカー達に出会った際にコアを破壊される。
マスターエイ / Master Ey
声 - 赤星昇一郎
虎の寺院にいるノアの師。全てを見通すことが出来るとされ、ノアにコアを与えた。シャルルマーニュに操られたジョーカーによって殺害される。
ベクター卿 / Bookman
声 - 川原元幸
テバブ図書館の責任者を名乗る男。しかしノア達が管理していた図書館を乗っ取り、チェイス達を騙しモンスーノをコレクションしようとしていた。日本語訳では名古屋弁で喋る。チェイス達が再度訪れた時にロックの暴走で図書館は自爆してしまう。
シド / Sid
声 - 須藤翔
ローランズのラーメン屋。事ある毎にモンスーノバトルに巻き込まれ、商売の邪魔をされている。
第2シーズンで登場した際もモンスーノバトルをしないように釘を刺していた。モンスーノサイトを持っていることが第2シーズン最終回で判明した。
ドーンマスター / Dawnmaster
声 - 三上市朗
仮面を被ったマスターエイの使者。テバブ図書館の書物やコアを奪還するために送られた。初めはチェイス達もベクター卿の手下と思い、図書館に隠された本を奪い、軽い身のこなしでチェイス達を翻弄したが、和解してからは捕らえられたチェイスの救出にも協力した。
マスターエイと出会う前は泥棒であった。今も手癖が治っていないようである。
ドルーグ / Digby Droog
声 - 津田英佑
避暑地ウェストワードシティで出会った長身の男。モンスーノでさえ圧倒する強力な銃を持つ。ジェレディと同じ大学の先輩に当たる。謎の意思を持ちチェイスに夢の声を聞けと助言、1ヶ月後にまた会うと約束する。
実は宇宙人であり、かつて自分の星・惑星アンタレスを家族や同士ともども滅ぼしたモンスーノエネジーに対して憎悪の感情を抱いており、ブレッドラボにハッキングを仕掛け、MEシールドに関するデータを奪取し全てのモンスーノを消去しようとしたがチェイス達に阻まれる。
キミ
声 - 小林ゆう
第2シーズンから登場。12歳の少女でモンスーノサイトを持つことからファイブアームズに狙われていた。その力からチェイスは彼女もまた五部族の後継者であると推測した。ドーンマスターやチェイスらと出会うまではモンスーノの存在さえ知らなかったが、チェイスが召喚したイーボを自在に操るほどの能力を見せる。その後ドーンマスターと行動を共にする。

### モンスーノモンスター
スピンバトラーが「コア」をスピンさせることで現れる、巨大なモンスターたちの総称。単に「モンスーノ」とも呼ばれる。「スピン・ゴー」で出現させ「リターンアウト」でコアに戻す。出現は約8分間のリミットがあり、その時に戻るべきコアがないとモンスーノは体を維持できなくなってしまう。また、過度のダメージを受けてライフが無くなると自動的にリターンアウトする。

#### コアテックコア（青属性）
ジェレディが開発したコアから出現するモンスーノ。ノアの予言にある5人に渡される。
ロック / Lock
熊の姿をしたチェイスのモンスーノ。ロックと言う名はチェイスが父からよく聞かされていた「全ての鍵にロックひとつ」という言葉から命名したもの。
チェイスと共に敵のモンスーノ達とのバトルを繰り広げる中で、ロック自身も戦闘力を高め成長していく。
ロック Ver.2 / Lock Ver.2
ロックとイーボが融合したモンスーノ。
イーボ / Evo
鳥の姿をしたチェイスの2体目のモンスーノ。ストライクランチャーと共に父から託された。
ナイトジャッカル / Nightstone
ジャッカルの姿をしたチェイスの3体目のモンスーノ。ストライクグローブと共にアッシュから託された。
バリオン / Babbeon
猿の姿をしたチェイスの4体目のモンスーノ。ジェレディが持っていたものを一度S.T.O.R.M.に奪われていたが、奪還した後に渡された。
ディープシックス / Deepsix
第2シーズンより登場。足のあるサメの姿をしたチェイスのモンスーノ。ロックに続いて多用される。
バッテラム
第2シーズンより登場。雄牛の姿をしたチェイスのモンスーノ。
クイックフォース / Quickforce
翼を持ったインパラの姿をしたブレンのモンスーノ。S.T.O.R.M.の実験で拘束されていた所をチェイス達に救われる。
第2シーズンで、ブレン達をワイルドコア爆弾から助けるために消滅する。
ネオクイックフォース / Neo-Quickforce
第2シーズンより登場。クイックフォースを失ったブレンにジェレディ博士がクイックフォースの近いコアを作り渡したモンスーノ。
ロングファング / Longfang
虎の姿をしたブレンの2体目のモンスーノ。アッシュがS.T.O.R.M.から騙し盗ったエナジーから生まれたモンスーノの1体。
シェルショット / Shellshot
第2シーズンより登場。亀の姿をしたブレンのモンスーノ。
チャージャー / Charger
鎧を纏ったヘラジカの姿をしたビッキーのモンスーノ。ミスターブラックのクラブの賞品として飾られていたエナジーから生まれた。
ホイッパー / Whipper
エリマキトカゲの姿をしたビッキーの2体目のモンスーノ。アッシュから託された。
スカイフォール / Skyfall
第2シーズンより登場。小鳥の姿をしたビッキーのモンスーノ。
グローブレイド / Glowblade
大蛇の姿をしたノアのモンスーノ。
アックスブレイド / Arachnablade
蜘蛛の姿をしたノアの2体目のモンスーノ。アッシュから託された。クリスタル状の足で攻撃する。
ミスティブレイド / Mysticblade
第2シーズンより登場。ケツァルコアトルの姿をしたノアのモンスーノ。
エアスイッチ / Airswitch
ガルーダの姿をしたアッシュのモンスーノ。素早い瞬間移動ができる。
ブーストサーベル / Boost
狼の姿をしたアッシュの2体目のモンスーノ。すばやい動きでいくつもの残像を作り出すこともできる。
バイオブレイズ / Bioblaze
ウスバカゲロウの姿をしたアッシュの3体目のモンスーノ。
ギアランド / Clubber
第2シーズンより登場。バッファローの姿をしたアッシュのモンスーノ。
スカイレパード / Cheeclaw
翼を持った豹の姿をしたドーンマスターのモンスーノ。
予言の5人以外で初めてコアテックコアを使っている。
バイオヘルブレイカー、バイオツインスティング、バイオキラーザウラー、バイオデマイズ、バイオベイオネット、バイオクリッパー
バイオベノムタービン、バイオX-100
バイオコアで召還したコピーモンスーノ。青い姿をしており、オリジナルと同様の能力を持つ。

#### S.T.O.R.M.コア（黄属性）
ジェレディのコア研究を元に、主にS.T.O.R.M.が兵士に供給しているモンスーノ。戦闘的な姿をしたモンスーノが多い。
スカイサイト / Skysite
ヒュドラの姿をしたS.T.O.R.M.のモンスーノ。上空から光線を放つ他、急降下して敵を捕えることもできる。
クロスボルト / Crossbolt
長い牙を持った獣の姿をしたS.T.O.R.M.のモンスーノ。
ソニックバード / Blackbullet
尻尾が剣になった鳥の姿をしたジョンのモンスーノ。ジョンの離反後はシャルルマーニュが使用。
ゴールドホーン / Goldhorn
ウサギの姿をしたジョンの2体目のモンスーノ。ジョンの離反後はトレイやストームエリートが使用。
ヘビーパンツァー / Riccoshot
カブトムシの姿をしたトレイのモンスーノ。身体を金色にすることで敵の攻撃を跳ね返す。
ビーポネード / Airchopper
鰭状の翼を持った鳥の姿をしたトレイの2体目のモンスーノ。
ギリーノイド / Venomeleon
カメレオンの姿をしたトレイの3体目のモンスーノ。
クリッパー / Clipper
第2シーズンより登場。軍鶏の姿をしたトレイのモンスーノ。
ベイオネット / Bayonet
第2シーズンより登場。鼻にも角を持った雄牛の姿をしたトレイのモンスーノ。
キングブレイド / Driftblade
ライオンの姿をしたシャルルマーニュのモンスーノ。
キングブレイド Ver.2 / Driftblade Ver.2
キングブレイドとソニックバードが融合したモンスーノ。
ハイドロソード / Hydro
シュモクザメの頭部を持った獣の姿をしたS.T.O.R.M.のモンスーノ。
クロスワイヤー / Tripwire
第2シーズンより登場。狐の姿をしたアルファのモンスーノ。尻尾に隠されたワイヤーを自在に操る。
ウイングトレス、メタルガンナー、ブロケード、デッドフォール / Warwing, Ironjaw, Blockade, Deadfall
第2シーズンより登場。キロ、タンゴ、エックスレイ、ブラボーのモンスーノ。タヴカガーの儀式ではアルファがデッドフォールとメタルガンナーを使用した。

#### エクリプスコア（赤属性）
クリプスが開発したコアから出現するモンスーノ。比較的異形の姿をしたモンスーノが多い。また広く闇売買されているため、ダークスピンやデザートウルフなどエクリプスとは直接関係の無いチームが所有している。
スパイクワーム / Spikelash
ミスターブラックのモンスーノ。口から酸を吐き攻撃する。
ハンタークロー、マグマダイル / Snapclaw, Firewalker
ライティ、レフティのモンスーノ。
ウイングバイパー / Poisonwing
メディーアのモンスーノ。相手を噛むことで毒を送る。
ドクシックロー / Toxiclaw
メディーアの2体目のモンスーノ。自らの腕の爪を飛ばしたり胸からビームを出す攻撃をする。
ドラゴンウルフ / Dragonwolf
第2シーズンより登場。メディーアのモンスーノ。
ナイトスパイク、ウルフェンバット、ガニメデ / Spikebat, Spiderwolf, Moonfire
アラン、フォックス、グールのモンスーノ。
レッドスピアー、ナイトローダー、マッシブバンカー / Goldspear, Duster, Thunderhoof
第2シーズンより登場。アラン、フォックス、グールのモンスーノ。
デルタハウンド / Librax
ベクター卿のモンスーノ。
ヘルブレイカー / Backslash
人狼の姿をしたクリプスのモンスーノ。咆哮だけで周囲を揺るがし瞬間移動も可能。
ヘルブレイカー Ver.2 / Backslash Ver.2
ヘルブレイカーとシャドーホーネットが融合したモンスーノ。
シャドーホーネット / Shadowhornet
ハーグレイヴのモンスーノ。
フレイムチョッパー / Firewasp
ハーグレイヴの2体目のモンスーノ。
ツインスティング / Twinsting
第2シーズンより登場。ハーグレイヴの3体目のモンスーノ。
キラーザウラー / Dragonburn
ヒューリーのモンスーノ。第2シーズンの50話にて漏れ出したモンスーノエナジーに触れて消滅した。
メテオストライカー / Freedomstriker
ジョーカーのモンスーノ。ただしジョーカーは自分のものではなく自由に動けると語る。
ベオフルトン、スティングウォーム / Sizzler, Stingapede
ベッカ、ジオのモンスーノ。
デマイズ / Demise
第2シーズンより登場。シックスがクリプスに誕生日プレゼントとして与えられたモンスーノ。

#### フォージコア（橙属性）
第2シーズンより登場。タリス教授が開発した、メカとモンスーノとのハイブリッドのサイボーグモンスーノ。
X-100（エックスヒャク）
サイボーグ虎の姿をしたドレッズのモンスーノ。
トライバルカン / Afterburn
サイボーグ三頭竜の姿をしたドレッズの2体目のモンスーノ。
バイオハウンド
ドレッズの2体目のモンスーノ。
バイスグリップ / Vicegrip
サイボーグイカの姿をしたティンカーのモンスーノ。
リベットクロー
サイボーグサソリの姿をしたティンカーの2体目のモンスーノ。
アクタイオン / Staticjolt
サイボーグ鹿の姿をしたスロットルのモンスーノ。
スォームショック
サイボーグスズメバチの姿をしたスロットルの2体目のモンスーノ。
ベノムタービン / Turbine
サイボーグサンショウウオの姿をしたラチェットのモンスーノ。
リップソー / Ripsaw
サイボーグカマキリの姿をしたラチェットの2体目のモンスーノ。
シャドークロー
タリス教授のモンスーノ。

#### ファイブアームズコア（緑属性）
第2シーズンより登場。クローンモンスーノ。スピンさせた際に黒いオーラが放出される。
クローンロック / Shifter Lock
緑に輝くロックと同じ姿、能力を持つモンスーノ。
クローンミスティブレイド / Shifter Mysticblade
緑に輝くミスティブレイドと同じ姿、能力を持つモンスーノ。
クローンギアランド / Shifter Clubber
緑に輝くギアランドと同じ姿、能力を持つモンスーノ。
クローンネオクイックフォース / Shifter Neo-Quickforce
緑に輝くネオクイックフォースと同じ姿、能力を持つモンスーノ。
クローンイーボ / Shifter Evo
緑に輝くイーボと同じ姿、能力を持つモンスーノ。
クローンチャージャー / Shifter Charger
緑に輝くチャージャーと同じ姿、能力を持つモンスーノ。

### 用語
ワイルドコア
モンスーノコア内部に詰まったモンスーノエナジーの塊で、回転するだけで周囲に嵐が起こるほど強力。
これを強化した「ワイルドコア爆弾」をS.T.O.R.M.が所有していたがフォージに強奪される。ワイルドコア爆弾は小さなコアのサイズで街1つを消滅するほどの威力を持ち、大型化すればさらに破壊力が増す。起動まで5分かかる。
シャドーエフェクト
モンスーノエナジーによって起こる現象。モンスーノを強化させるものの、召喚者を無視し暴走してしまう。
モンスーノサイト
ビジョンとも呼ばれる、ノアやチェイスが見る予知夢のようなもの。特にチェイスは母親に関係したビジョンを見る。
リンチピン
ロックに対して呼ばれる名称。ジェレディがスピンバトラーと強く繋がることが出来るようロックにチェイスのDNAを組み込んでおり、それがロックとチェイスのリンチピン（絆）ではないかとみている。またクリプスはリンチピンがあれば全てのモンスーノを支配できると考えている。
モンスーノ周波数
ジェレディ・スーノ博士がビッグボードを完成させるために必要なモンスーノコアの周波数。最適な周波数を特定できればモンスーノエナジーが地球の中心に届くのを阻止できる。
ストライクギア
モンスーノ用パワーアップパーツ。通常は掌大で「アクティベイト」で巨大化しモンスーノの背中に装着する。パワーが大幅に強化される反面、エネルギーの消費も激しい。
かつてジェレディとクリプスがストームで設計していたもので開発は中断したが、クリプスが完成させる。その設計図はストームとフォージにも高額で売り、またジェレディも完全版を完成させる。またダークスピンも経緯は不明だが入手している。
ブレッドラボ（モンスーノエクスプレス）
第2シーズンよりジェレディ・スーノ博士が移動基地にしている5両編成の専用列車。登場当初はモンスーノエクスプレスと呼ばれた。最新のステルス機能により探知不可能。組み換え変形することで潜水艦としても使用可能で、更に空を飛行することも可能。
クローンシフター / Shifter
ファイブアームズのモンスーノ。単独で出現することはなくコア同士をぶつけるか既にスピンアウトしたモンスーノにぶつかることでコアがデータを読み取り、対象と同じ姿のモンスーノが現れる。
データを読み取ったモンスーノと同じ強さや技を持ち、クローンモンスーノを召喚することが出来る。
バイオコア
クローンシフターを元にジェレディ・スーノ博士が開発したコアで同様にクローンモンスーノを召還できる。オリジナルと同等の能力を持つものの、相手がストライクギアを装着されると不利になる。
ペントキュラス
ファイブアームズが欲している装置。5つの欠片となっており、1つは古代都市ハノーズでチームコアテックが入手、3つはストームが所持していたが、ストームの元には1つしかなくクリプスとタリスに1つづつ貸し出されていた。最後の1つは母親から託されたチェイスのペンダントだった。強いモンスーノサイトをもつものを示すが、エナジーで直接つながりモンスーノエナジーを自由自在にコントロールできる地球上のモンスーノサイトを持った全ての人間からエネルギーを吸い取ることが出来るコミュニケーターであった。
リボルバー
モンスーノを一時的にコアから保管できる装置。

### スタッフ
- 企画・原案 - Pacific Animation Partners LLC
- 監督 - 奥村よしあき
- シリーズ構成 - Michael Ryan
- キャラクターデザイン - 林祐一郎
- 総作画監督 - 岩佐とも子、山形孝二（第12話 - 第52話）、小沼克介（第12話）
- モンスターデザイン - DESIGNMATE
- アニメーションモンスターデザイン - 平山貴章（第1シーズン）、大倉雅彦（第2シーズン）
- モンスター作画監督 - 大倉雅彦（第1話 - 第9話・第11話 - 第52話）、加藤洋人（第1話 - 第9話）、工藤正明（第10話・第17話 - 第52話）
- メカ・プロップデザイン - 森木靖泰
- 美術監督 - 池田繁美（第1シーズン）→羽根広舟（第2シーズン）
- 美術設定 - 池田繁美・大久保修一（第1シーズン）→松山洋一（第2シーズン）
- 色彩設計 - 今村直哉
- CGディレクター - 西入俊雄
- 撮影監督 - 芹澤直樹
- 編集 - 坂本雅紀
- スーパーバイザー - 平岡利介、遠藤正樹
- プロデューサー - 奈良初男→佐々木亮、木野下有市
- アシスタントプロデューサー - 田舎方順一
- アニメーション制作 - ラークスエンタテインメント
- 製作 - テレビ東京、電通

#### オリジナル版製作スタッフ
- Executive Producers - Stephen Berman, Yuma Sakata（坂田雄馬）, ジェレミー・パダワー（英語版）, マーク・ハリントン
- Produced by - Jared Wolfson, Yukio Kusumoto
- Producers - Chapman Maddox, Michael Ryan（第2シーズン）
- Associate Producers - Jon Hudson, Yuichi Kinoshita
- Assistant Producers（第2シーズン） - Jeremy Adams, Yurika Araki Dennis, Christopher Colangelo
- Consulting Producers - Dominic Laurienzo, Shintaro Kogake
- Developed for TV by - Man of Action, Yukio Kusumoto, Jared Wolfson, Jon Hudson
- Creative Consulting - JMP CREATIVE
- Created by - Jeremy Padawer, Jared Wolfson
- Translation / Script Supervisor - Yurika Araki Dennis
- Music - Michael Tavera
- Sound Designer - Rob McIntyre
- Sound Effects Editors - Marc Schmidt, Matt Hall, Jessey Drake（第2シーズン）, Ian Nyeste（第2シーズン）
- Picture/Online Editor - Tim Iverson
- Production - DENTSU TEC INC.
  - Exective Producer - 武藤博昭
  - Supervising Producer - 大崎徹
  - Producer - 出澤暁
  - Associate Producer - 柳田憲希
- Animation Prodution - LARX ENTERTAINMENT
- Animation Producer - 宮崎裕司
- Produced by - PACIFIC ANIMATION PARTNERS LLC, DENTSU ENTERTAINMENT USA, JAKKS ENTERTAINMENT

#### 日本版製作スタッフ
- アシスタントプロデューサー - 伊東信太郎
- 音響演出 - 松岡裕紀
- 音響演出助手 - 森下広人
- 録音スタジオ - スリーエススタジオ
- 音響制作 - 叶音
- 日本版担当 - 村竹保則
- 日本版制作プロダクション - 電通テック

### 主題歌
レーベルは全てランティス。
オープニングテーマ
「MONSUNO!」（第1話 - 第26話）
作詞 - 原田謙太 / 作曲 - 寺園健二 / 編曲・歌 - Rey
「SPIN GO!」（第27話 - 第52話）
作詞 - 原田謙太 / 作曲 - 寺園健二 / 編曲・歌 - Rey
エンディングテーマ
「情熱ELEMENT」（第1話 - 第26話）
作詞 - こだまさおり / 作曲・編曲 - 河田貴央 / 歌 - SV TRIBE（美郷あき、きただにひろし、遠藤正明）
「同じ世界で」（第27話 - 第52話）
作詞 - 原田謙太 / 作曲 - 田崎慎也 / 編曲・歌 - Rey

### 各話リスト
| 話数        | サブタイトル         | 英題           | 脚本                           | コンテ                               | 演出                | 作画監督                                                                | 放送日         |
| 第1シーズン | 第1シーズン          | 第1シーズン    | 第1シーズン                    | 第1シーズン                          | 第1シーズン         | 第1シーズン                                                             | 第1シーズン    |
| ----------- | -------------------- | -------------- | ------------------------------ | ------------------------------------ | ------------------- | ----------------------------------------------------------------------- | -------------- |
| 第1話       | ロック!（鍵）        | "Clash"        | Michael Ryan                   | 奥村よしあき                         | 川西泰二            | 岩佐とも子                                                              | 2012年 10月3日 |
| 第2話       | 勇気                 | "Courage"      | Benjamin Townsend              | 奥村よしあき                         | 大野和寿            | 伊佐英朗                                                                | 10月10日       |
| 第3話       | 地下世界             | "Underground"  | Caroline Farah                 | 奥村よしあき 細川ヒデキ              | 橋口洋介            | かどともあき                                                            | 10月17日       |
| 第4話       | 罠（トラップ）       | "Wicked"       | Rob David                      | 鈴木行 奥村よしあき                  | 安藤健              | 松岡謙治                                                                | 10月24日       |
| 第5話       | ふしぎな少年         | "Knowledge"    | Mark Hoffmeier                 | 湖川友謙                             | 鈴木卓夫            | 湖川友謙                                                                | 10月31日       |
| 第6話       | 突破                 | "Breakthrough" | Rob David                      | 鈴木芳成                             | 鈴木芳成            | 幸野浩二 田中穣                                                         | 11月7日        |
| 第7話       | アッシュ登場         | "R.S.V.P."     | Benjamin Townsend              | 奈須川満                             | 奈須川満            | 奈須川満 岩間優子                                                       | 11月14日       |
| 第8話       | 父との再会           | "Appleseeds"   | Caroline Farah                 | 西澤晋                               | 野亦則行            | 相馬満                                                                  | 11月21日       |
| 第9話       | ワイルドコア         | "Eye"          | Jeremy Adama                   | 渡辺正樹                             | 川西泰二            | をがわいちろを                                                          | 11月28日       |
| 第10話      | STORM（ストーム）    | "Deceit"       | Mark Hoffmeier                 | 高橋成世 小馳那乃國広道 奥村よしあき | 中智仁              | 島千蔵、津田崇 片岡育                                                   | 12月5日        |
| 第11話      | 信頼                 | "Trust"        | Caroline Farah                 | 福冨博                               | 橋口洋介            | 山形孝二 中野圭哉                                                       | 12月12日       |
| 第12話      | モンスーノハンター   | "Hunted"       | Benjamin Townsend              | 鈴木芳成 寺田和男                    | 鈴木芳成            | かどともあき、幸野浩二 萩原みちる、野本正幸 小沼克介                    | 12月19日       |
| 第13話      | 影                   | "Shadow"       | Marty Isenberg                 | 大原実                               | 安藤健              | 松岡謙治                                                                | 12月26日       |
| 第14話      | 迷える者             | "Lost"         | Benjamin Townsend              | 寺田和男 奥村よしあき                | 野亦則行 日下直義   | をがわいちろを、野本正幸 勝亦祥視                                       | 12月26日       |
| 第15話      | 光                   | "Light"        | Jeremy Adams                   | 湖川友謙                             | 鈴木卓夫            | 湖川友謙                                                                | 2013年 1月9日  |
| 第16話      | 遊園地               | "Bright"       | Caroline Farah                 | 奈須川満                             | 奥野耕太            | 岩岡優子                                                                | 1月16日        |
| 第17話      | リベンジ             | "Trophies"     | Matthew Drdek                  | 原博 おくむらよしあき                | 川西泰二            | 小沼克介、かどともあき 金森勝                                           | 1月23日        |
| 第18話      | 北へ                 | "Ice"          | Mark Banker                    | 鈴木芳成 寺田和男                    | 鈴木芳成            | をがわいちろを、萩原みちる 小松桃花、野本正幸                           | 1月30日        |
| 第19話      | 泉                   | "Wellspring"   | Benjamin Townsend Michael Ryan | 大原実                               | 中智仁 又野弘道     | 片岡育、平野勇一 東出太                                                 | 2月6日         |
| 第20話      | 生命（いのち）       | "Life"         | Caroline Farah                 | 渡辺克人 寺田和男                    | 日下直義 橋口洋介   | 野本正幸、加藤洋人 幸野浩二                                             | 2月13日        |
| 第21話      | アッシュのひみつ     | "Failsafe"     | Caroline Farah                 | 島津裕行                             | 三好正人 川久保圭史 | 小沼克介、本多みゆき 松岡謙治                                           | 2月20日        |
| 第22話      | 父と子と…            | "Remembrance"  | Matthew Drdek                  | 湖川友謙                             | 又野弘道 佐藤和磨   | 湖川友謙                                                                | 2月27日        |
| 第23話      | 巨大戦艦             | "Assault"      | Mark Banker                    | 大原実                               | 野亦則行 日下直義   | をがわいちろを、野本正幸 南伸一郎                                       | 3月6日         |
| 第24話      | モンスター           | "Monster"      | Matthew Drdek                  | 奥村よしあき                         | 橋口洋介 奥野耕太   | 幸野浩二、小沼克介 加藤洋人、福島豊明                                   | 3月13日        |
| 第25話      | クリプスとの戦い     | "Endgame"      | Caroline Farah                 | 寺田和男 中村哲治                    | 鈴木芳成            | 安形佳己 もりやまゆうじ                                                 | 3月20日        |
| 第26話      | 明日（あした）へ     | "Rising"       | Caroline Farah Michael Ryan    | 奥村よしあき 川西泰二                | 川西泰二 又野弘道   | 松岡謙治、小馳那乃國広道 東出太、小松桃花                               | 3月27日        |
| 第2シーズン |                      |                |                                |                                      |                     |                                                                         |                |
| 第27話      | 機械だらけのオレンジ | "Flash"        | Caroline Farah Michael Ryan    | 奥村よしあき                         | 川西泰二            | もりやまゆうじ                                                          | 4月3日         |
| 第28話      | ロック突入           | "Bang"         | Michael Ryan                   | 大原実                               | 橋口洋介            | 幸野浩二 東出太                                                         | 4月10日        |
| 第29話      | ミュータントの森     | "Mysterious"   | Thomas Krajewski               | 寺田和男                             | 佐藤和磨            | 小沼克介 野本正幸                                                       | 4月17日        |
| 第30話      | ストライクフォース   | "Antithesis"   | Benjamin Townsend              | 田所修                               | 川久保圭史          | 松岡謙治                                                                | 4月24日        |
| 第31話      | 因縁                 | "Kidnapped"    | Emie Altbacker                 | 中村哲治                             | 又野弘道            | 樋口博美、廣瀬智仁 もりやまゆうじ、東出太 小松桃花、萩原みちる 岸川麻美 | 5月1日         |
| 第32話      | 6（シックス）        | "6"            | Benjamin Townsend              | 大原実                               | 日下直義            | 野本正幸                                                                | 5月8日         |
| 第33話      | 試練の時             | "Mirrors"      | Thomas Krajewski               | 奥村よしあき                         | 川西泰二            | 山内亜紀 幸野浩二                                                       | 5月15日        |
| 第34話      | リンチピン           | "Lynchpin"     | Emie Altbacker                 | 寺田和男                             | 橋口洋介            | 小沼克介 もりやまゆうじ                                                 | 5月22日        |
| 第35話      | クローンシフター     | "Insight"      | Thomas Krajewski               | 大原実                               | 又野弘道            | もりやまゆうじ、岸川麻美 時矢義則、金弼康                               | 5月29日        |
| 第36話      | 竜巻                 | "Tornado"      | Benjamin Townsend              | 中村哲治                             | 川久保圭史          | 松岡謙治                                                                | 6月5日         |
| 第37話      | タヴカガーの騎士     | "Knights"      | Benjamin Townsend              | 佐藤和磨                             | 佐藤和磨            | 小沼克介、岸川麻美 村上直紀                                             | 6月12日        |
| 第38話      | キミの名は？         | "Protect"      | Jennifer Moro                  | どじゃがげん                         | 日下直義            | 野本正幸                                                                | 6月19日        |
| 第39話      | ジャンクヤード       | "Power"        | Thomas Krajewski               | 大原実                               | 川西泰二            | 幸野浩二 もりやまゆうじ                                                 | 6月26日        |
| 第40話      | ストライクギア       | "Extras"       | Thomas Krajewski               | 大原実                               | 橋口洋介            | をがわいちろを 金弼康                                                   | 7月3日         |
| 第41話      | ベッカの子守唄       | "Peace"        | Benjamin Townsend              | 寺田和男                             | 土屋康郎            | 宮川友夏里、飯飼一幸 中島美子、小沼克介                                 | 7月10日        |
| 第42話      | 追跡                 | "Train"        | Thomas Krajewski               | どじゃがげん                         | 佐藤和磨            | もりやまゆうじ 柳瀬雄之                                                 | 7月17日        |
| 第43話      | バトルアリーナ       | "Combat"       | Jeremy Adama                   | 田所修                               | 川久保圭史          | 松岡謙治                                                                | 7月24日        |
| 第44話      | カエルの王子         | "Frenemies"    | Benjamin Townsend              | 又野弘道                             | 又野弘道            | 野本正幸                                                                | 7月31日        |
| 第45話      | パルス!              | "Pulse"        | Thomas Krajewski               | 大原実                               | 川西泰二            | 幸野浩二 もりやまゆうじ                                                 | 8月7日         |
| 第46話      | ドルーグ             | "Hate"         | Michael Ryan                   | 中村哲治                             | 橋口洋介            | 小川一郎 小沼克介                                                       | 8月14日        |
| 第47話      | 五部族の秘宝         | "Discovery"    | Benjamin Townsend              | 寺田和男                             | 土屋康郎            | 古池敏也、飯飼一幸 兼子秀敬                                             | 8月21日        |
| 第48話      | 積乱雲               | "Thunderhead"  | Thomas Krajewski               | 大原実                               | 佐藤和磨            | もりやまゆうじ 青井清年                                                 | 8月28日        |
| 第49話      | タリスの恋           | "Mayhem"       | Jeremy Adama                   | 田所修                               | 川久保圭史          | 松岡謙治                                                                | 9月4日         |
| 第50話      | ペントキュラス       | "Pentoculus"   | Benjamin Townsend              | どじゃがげん                         | 日下直義            | 野本正幸                                                                | 9月11日        |
| 第51話      | ザ・リボルバー       | "Massive"      | Michael Ryan                   | 大原実                               | 又野弘道            | 小沼克介 をがわいちろを                                                 | 9月18日        |
| 第52話      | 決戦のあとで         | "Victory"      | Michael Ryan                   | 奥村よしあき                         | 橋口洋介            | もりやまゆうじ 幸野浩二                                                 | 9月25日        |

第3シーズン
日本未放送。2014年7月1日にHuluで全話配信。
| 話数 | サブタイトル      |
| ---- | ----------------- |
| 53   | "Evolve (Part 1)" |
| 54   | "Evolve (Part 2)" |
| 55   | "POV"             |
| 56   | "Temple"          |
| 57   | "Haunting"        |
| 58   | "Spin"            |
| 59   | "Go"              |
| 60   | "Test"            |
| 61   | "Pet"             |
| 62   | "Babysitting"     |
| 63   | "Space"           |
| 64   | "Bros"            |
| 65   | "Ceasefire"       |

### 放送局
| 放送地域       | 放送局             | 放送期間                        | 放送日時           | 放送系列              | 備考                |
| -------------- | ------------------ | ------------------------------- | ------------------ | --------------------- | ------------------- |
| 関東広域圏     | テレビ東京         | 2012年10月3日 - 2013年9月25日   | 水曜 18:00 - 18:30 | テレビ東京系列        | 製作局 字幕放送     |
| 北海道         | テレビ北海道       | 2012年10月3日 - 2013年9月25日   | 水曜 18:00 - 18:30 | テレビ東京系列        | 同時ネット 字幕放送 |
| 愛知県         | テレビ愛知         | 2012年10月3日 - 2013年9月25日   | 水曜 18:00 - 18:30 | テレビ東京系列        | 同時ネット 字幕放送 |
| 大阪府         | テレビ大阪         | 2012年10月3日 - 2013年9月25日   | 水曜 18:00 - 18:30 | テレビ東京系列        | 同時ネット 字幕放送 |
| 岡山県・香川県 | テレビせとうち     | 2012年10月3日 - 2013年9月25日   | 水曜 18:00 - 18:30 | テレビ東京系列        | 同時ネット 字幕放送 |
| 福岡県         | TVQ九州放送        | 2012年10月3日 - 2013年9月25日   | 水曜 18:00 - 18:30 | テレビ東京系列        | 同時ネット 字幕放送 |
| 日本全域       | ニコニコチャンネル | 2012年10月3日 - 2013年9月25日   | 水曜 18:30 更新    | ネット配信            |                     |
| 日本全域       | テレビドガッチ     | 2012年10月3日 - 2013年9月25日   | 水曜 18:30 更新    | ネット配信            |                     |
| 日本全域       | バンダイチャンネル | 2012年10月3日 - 2013年9月25日   | 水曜 19:00 更新    | ネット配信            |                     |
| 日本全域       | GYAO!              | 2012年10月4日 - 2013年9月26日   | 木曜 更新          | ネット配信            |                     |
| 日本全域       | ShowTime           | 2012年10月5日 - 2013年9月27日   | 金曜 16:00 更新    | ネット配信            |                     |
| 日本全域       | AT-X               | 2012年10月27日 - 2013年10月19日 | 土曜 19:00 - 19:30 | CS放送                | リピート放送あり    |
| 日本全域       | BSジャパン         | 2013年4月1日 - 9月30日          | 月曜 7:55 - 8:25   | テレビ東京系列 BS放送 | 第1シーズンは未放送 |